# Capella de les Neus

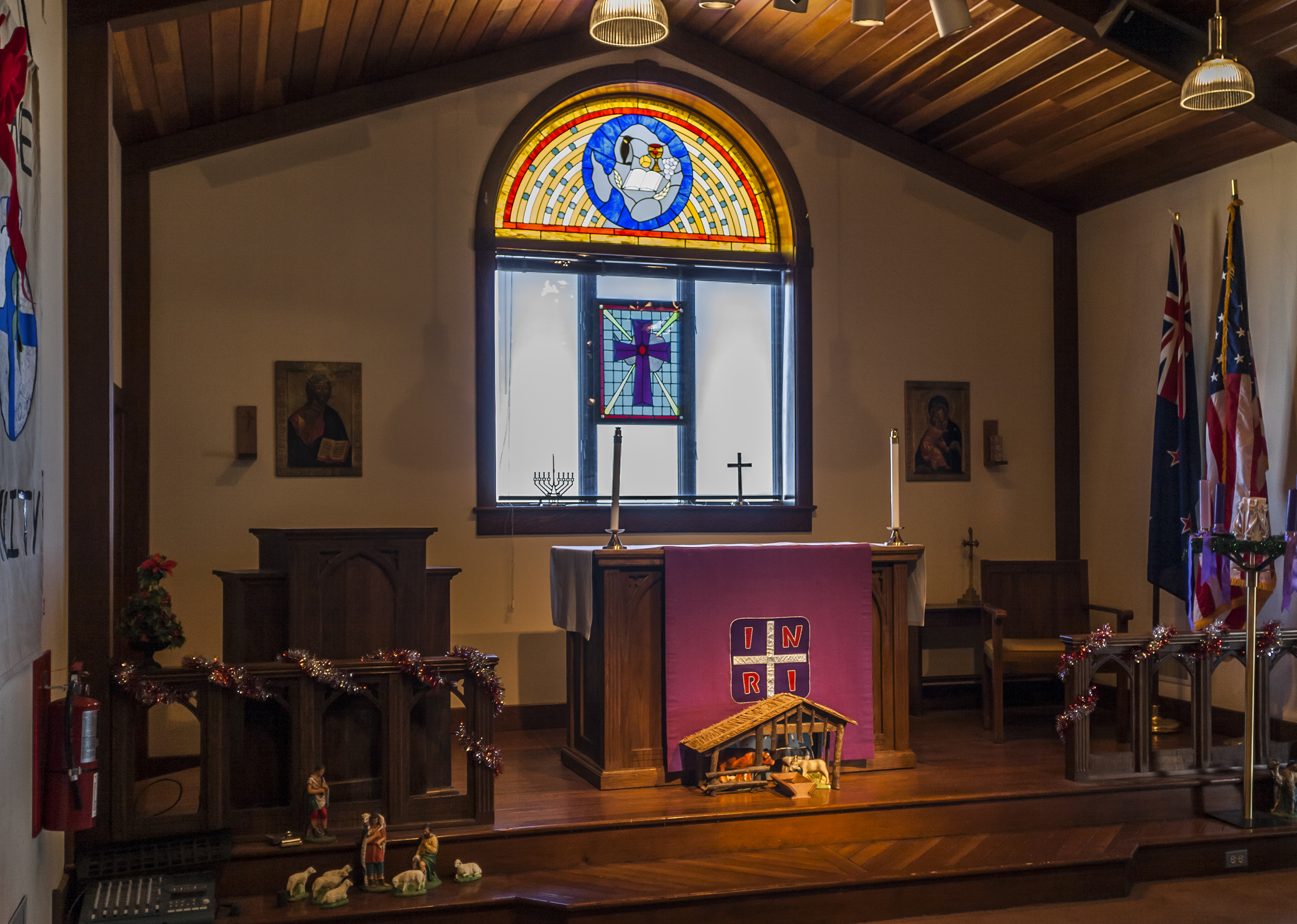
Interior de la Capella de les Neus en una imatge del 2008

La Capella de les Neus és una església cristiana aconfessional situada a l'estació McMurdo dels Estats Units de l'illa de Ross, a l'Antàrtida i és una de les vuit esglésies de l'Antàrtida.

## Context
La capella és l'edifici religiós dedicat més al sud del món i té serveis regulars catòlics i protestants. Durant l'estiu austral de setembre a març, la capella està ocupada per capellans rotatius. Històricament, la diòcesi de Christchurch subministrava sacerdots catòlics romans i la Guàrdia Nacional Aèria dels EUA havia proporcionat capellans protestants. A partir del 2015, els capellans són íntegrament personal militar tant de la Guàrdia Nacional Aèria com de l'Armada dels Estats Units, cadascun dels quals serveix durant unes quatre o sis setmanes en rotació. La capella també acull serveis i reunions per a altres grups religiosos com els Sants dels Últims Dies, els baháʼí i el budisme i grups no religiosos com els Alcohòlics Anònims. Aquestes reunions depenen majoritàriament del lideratge laic com als punts de contacte i facilitadors. A l'edifici en si hi ha espai per a 64 fidels i conté una petita sala de reunions, una capella del Santíssim Sagrament, dues oficines del clergat, una petita cuina i un lavabo.
La Capella de les Neus original va ser construïda amb materials de construcció de ferralla per Seabees de la Marina dels Estats Units, amb seu a Port Hueneme, CA. La capella original es va cremar l'any 1978 i es va substituir per una nova capella provisional. Després de la construcció de l'actual capella, l'edifici improvisat, que també es va acabar cremant, va servir per altres usos. L'actual capella, dedicada el 29 de gener del 1989, presenta vitralls personalitzats que representen el continent antàrtic, el Calze Erebus (només durant els estius australs) i records de la participació històrica de la Marina dels EUA en l'operació Deep Freeze. Es creu que l'altar de la Capella de les Neus prové de la Capella de Sant Salvador a Lyttelton, Nova Zelanda, on Robert Falcon Scott es va aturar abans d'embarcar-se en la desafortunada expedició Terra Nova.
La capella és un dels edificis que se substituirà com a part del projecte de modernització de la infraestructura antàrtica per a la ciència, per millorar les instal·lacions de McMurdo.